# Stadtpark Uerdingen

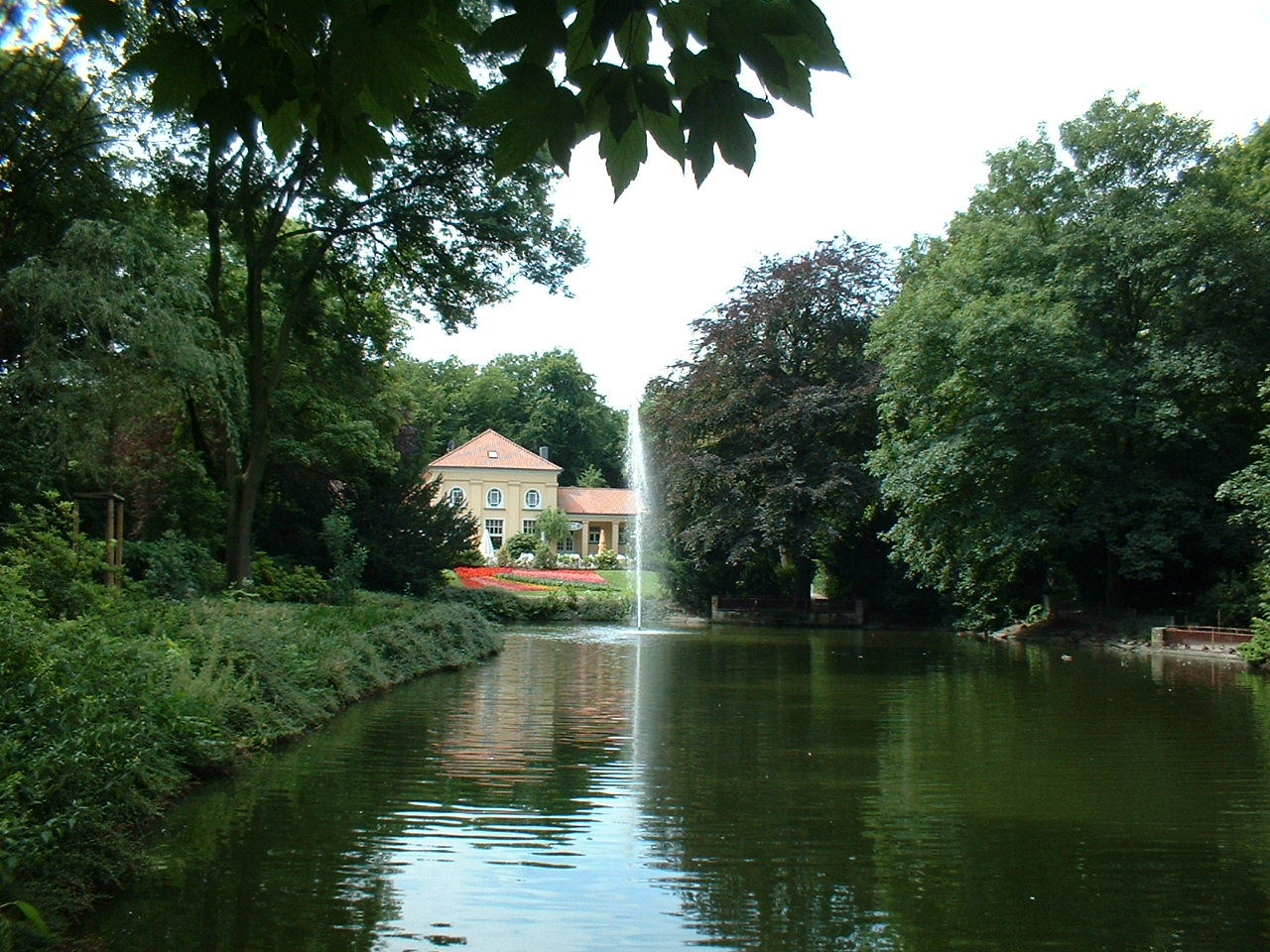
Stadtpark Uerdingen – Weiher mit Fontäne und Restaurant

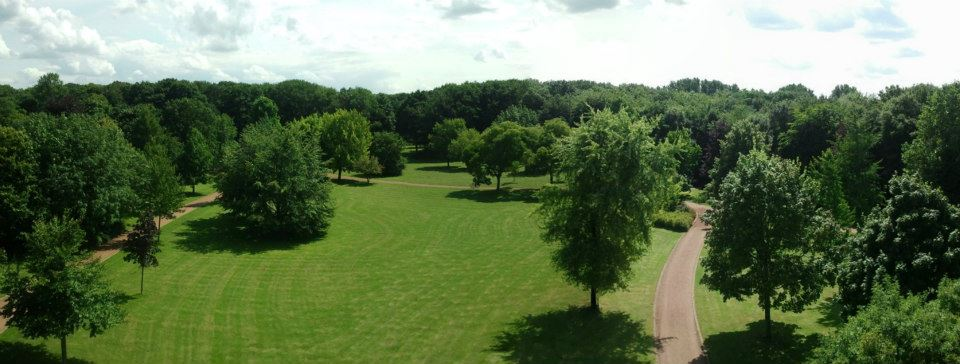
Stadtpark Uerdingen von oben

Der Uerdinger Stadtpark liegt im Krefelder Stadtteil Uerdingen zwischen dessen Nord- und Westbezirk, an der Parkstraße und ist eine sowohl von Touristen als auch von Uerdinger Bürgerinnen und Bügern gern besuchte Parkanlage. Seine Fläche beträgt etwa 20 Hektar.
Wesentliche Bestandteile des Stadtparks sind neben den großzügigen Spielwiesen, zahlreiche Staudenbeete, eine große Teichanlage mit Bachlauf und beleuchteter Fontäne, zwei Tennisplätze, eine Minigolfanlage und zwei Kinderspielplätze.
Eine Gastronomie befindet sich im Eingangsbereich des Parks.

## Geschichte

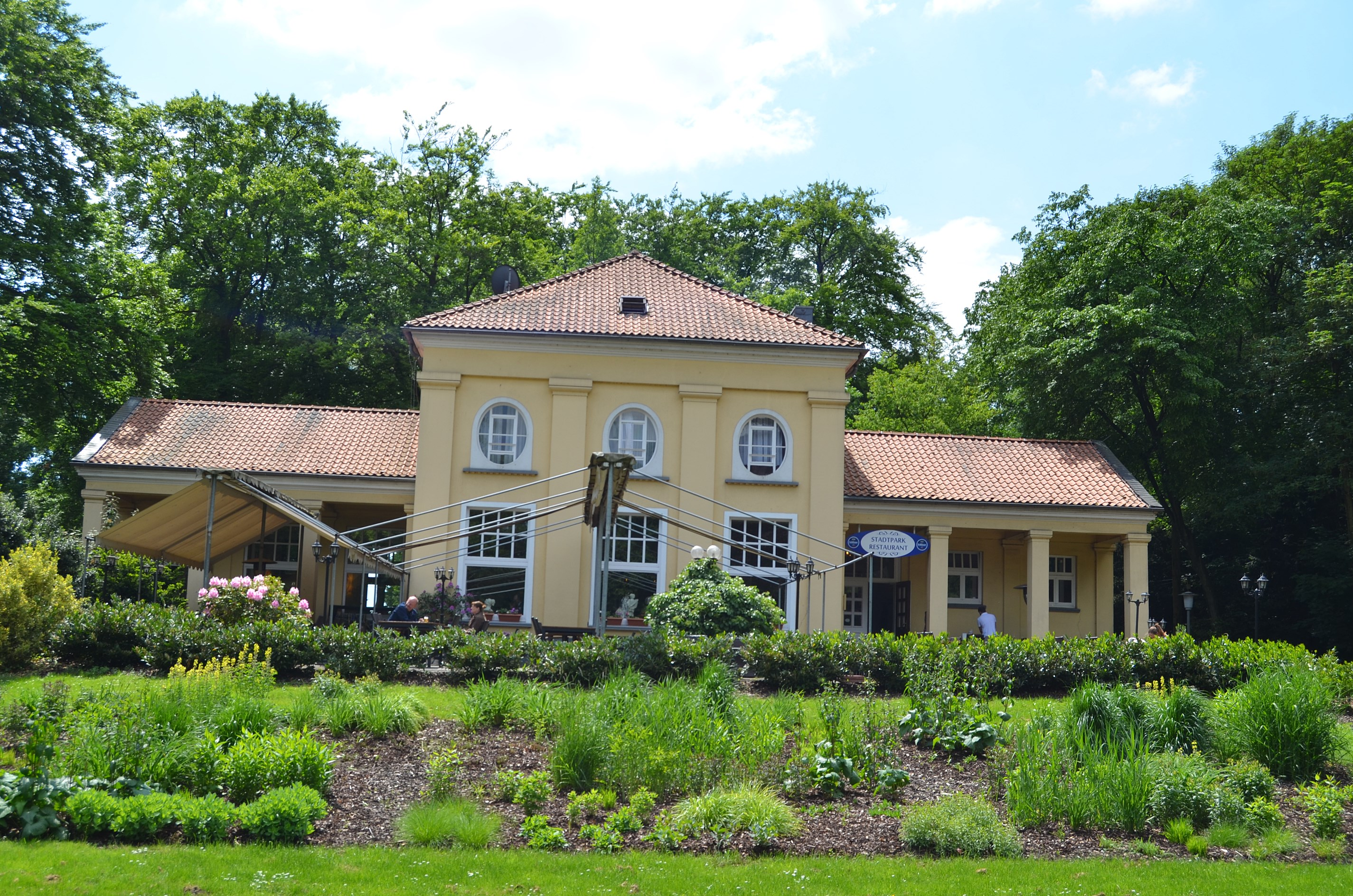
Teilweise denkmalgeschütztes Restaurant im Süden des Stadtparks

Im Zuge der Industrialisierung erlebte Uerdingen eine positive, wirtschaftliche Entwicklung mit der Ansiedlung neuer Betriebe und damit finanzieller Stabilität. Um 1897 erfolgte die Errichtung des Stadtparks, da mit Weitblick erkannt wurde, dass adäquat zum Ausbau der Industrie in ausreichendem Maße Erholungs- und Naturflächen erhalten bleiben sollten. Anlass war die Einrichtung von Schutzzonen für das angrenzende Wasserwerk und dem ebenfalls dort geplanten städtischen Schlachthof. Der Bereich des heutigen Stadtparks war zur damaligen Zeit sehr sumpfig. Um 1903 war die Errichtung der Teichanlage, die für die Besucher auch mit dem Boot zu befahren war. Zwischen 1905 und 1911 folgte der Bau des Stadtparkrestaurants.
Um 1927 erfolgte eine Erweiterung des Stadtparks um 15 Hektar mit waldartigem Baumbestand, geschwungenem Wegenetz und einer großen Spielwiese. Um 1983/1984 folgte eine zweite große Erweiterung des Stadtparks durch den Bürgerverein „Freunde und Förderer der Krefeld-Uerdinger Stadtpark-Erweiterung“ – angeführt vom Vorsitzenden August Rodenberg. Auf der ca. 4,3 ha großen Erweiterungsfläche wird 1991 der „Bürgergarten“ eingeweiht. Nach Fertigstellung löste sich der Bürgerverein auf.
1997 wurde der Stadtpark im östlichen Teil (angrenzend an die Wohnbebauung) um etwa 0,7 Hektar letztmals erweitert.
Gegenüber dem „Bürgergarten“ entstand 2013 auf rund 400 m² ein von Auszubildenden und Mitarbeitern des Fachbereichs Grünflächen geplanter Tagliliengarten mit 100 verschiedenen Tagliliensorten (botanisch Hemerocallis). Begleitstauden und Narzissen verleihen dem Garten eine ganzjährige Attraktivität.

## Sehenswürdigkeiten im Park

### Arboretum / Baumlehrpfad

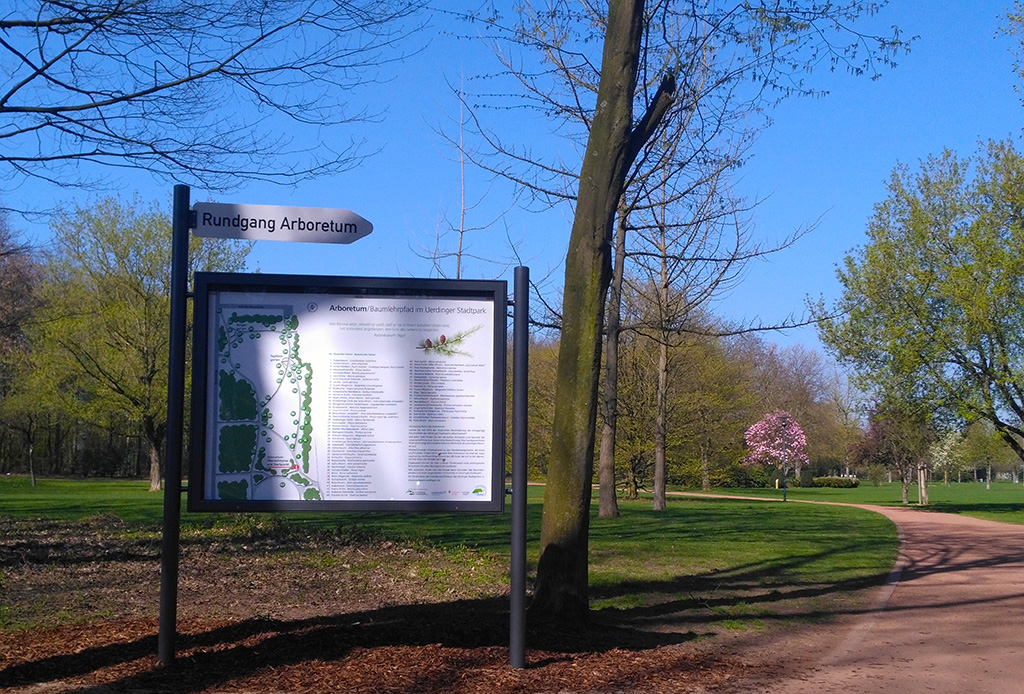
Infotafel im Arboretum

Der gesamte Uerdinger Stadtpark beherbergt insgesamt über 120 verschiedene heimische und exotische Baumarten und nimmt damit eine Einzelstellung in Krefelds Parkanlagen ein. Im Oktober 2021 wurde das bestehende Arboretum im nördlichen Teil um den übrigen Teil der Parkanlage hin erweitert. Durch die vom Förderverein s. u. angebrachte Beschilderung wird diese besondere Vielfalt für alle Parkbesucher präsent und erlebbar. Eine umfangreiche Broschüre, ein Web-Arboretum und eine Klimatafel ergänzen die örtliche Beschilderung zusätzlich.

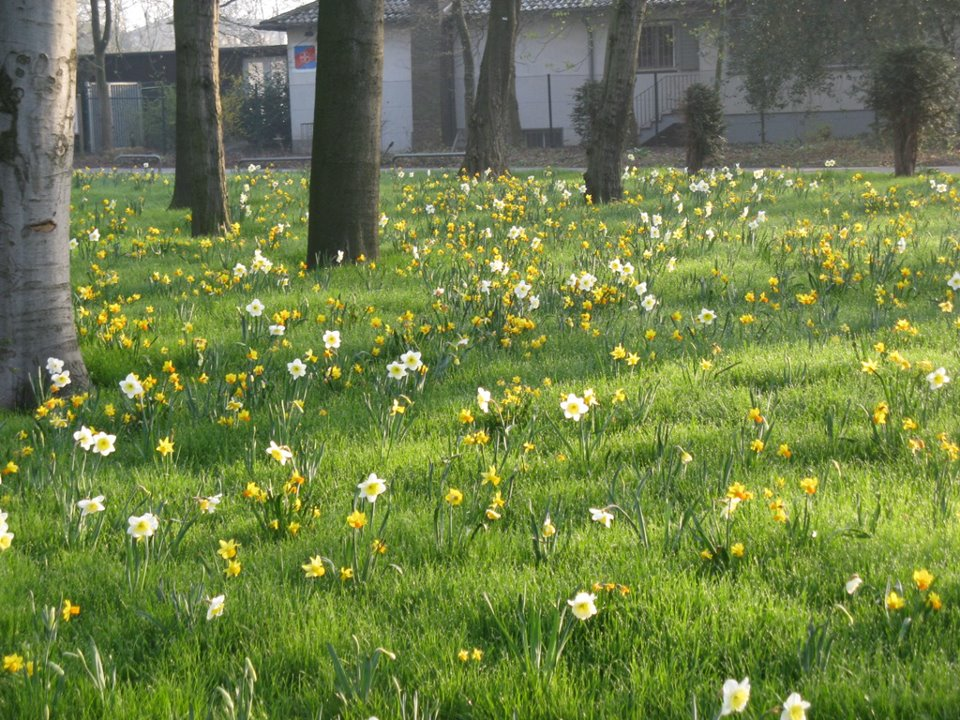
Narzissenwiese Stadtpark Uerdingen

### Narzissenwiese im Eingangsbereich
Über 10.000 Narzissen verschönern auf einer etwa 2.000 m² großen Rasenfläche den Eingangsbereich. Sie sorgen neben weiteren, im Park verteilten Narzissenflächen für einen ansprechenden Frühlingsaspekt.

### Stadtparkweiher mit Fontäne
Um den beliebten Stadtparkweiher mit seiner rund zehn Meter hohen, beleuchteten Fontäne sind zahlreiche Sitzplätze, die zum Verweilen einladen sollen angelegt. Eine Vielzahl von Enten sorgt vor allem bei den jüngeren Besuchern für Anziehung. Die abwechslungsreiche Bepflanzung sorgt ganzjährig für unterschiedliche Hintergründe. Der an den Weiher angrenzende große Bachlauf sowie das kleinere Wasserbecken mit sprudelndem Quellstein wurden im Jahr 2018 umfangreich saniert.

### Tagliliengarten

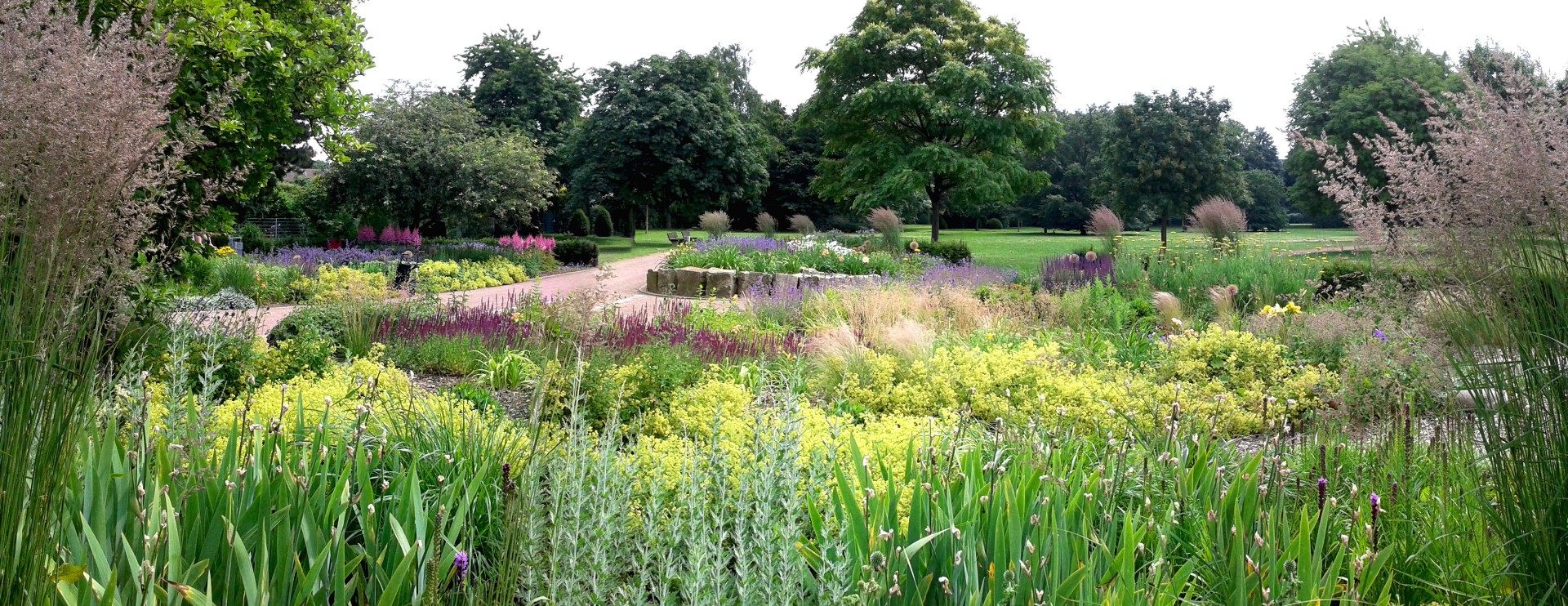
Tagliliengarten im Juli 2013

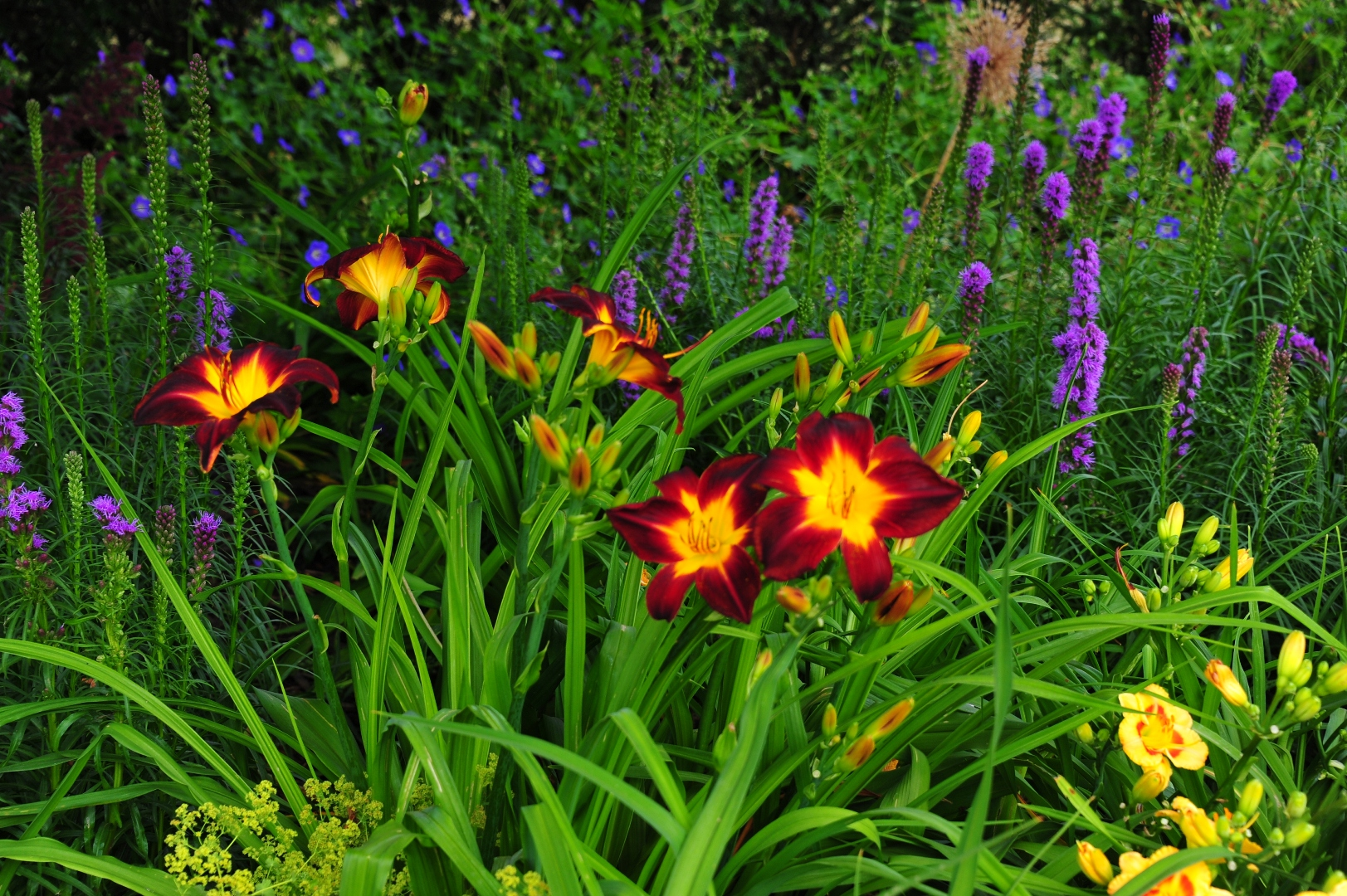
Taglilie Ruby Spider

2013 wurde einer der ersten Tagliliengärten im öffentlichen Raum mit über 100 verschiedenen Tagliliensorten im Stadtpark angelegt. Die Sortenvielfalt ist unterteilt in:
- historische und ältere Sorten
- Sorten von europäischen Züchtern
- Sorten von amerikanischen Züchtern
- Sorten des Uerdinger Züchterehepaares Kaiser

Die Hauptblütezeit der Taglilien kann von Juni bis August beobachtet werden. Der Tagliliengarten trägt dazu bei, den Stadtpark nachhaltig aufzuwerten und als Ausflugsziel für Pflanzenliebhaber bekannt zu machen.

### Spielplätze
Der Stadtpark hat zwei Spielplätze. Sie werden von den Schulen und Kindergärten im Umfeld als Ausflugsziel genutzt. Zahlreiche aktive Spielplatzpaten setzen sich für die Ausstattung der Spielplätze ein. Durch Spendeneinnahmen anlässlich des 30-jährigen Jubiläums der Stadtparkerweiterung konnten Ende 2014 zwei neue Spielgeräte beschafft werden. 2016 wurde der Spielplatz mit Hilfe von Spenden um eine Calisthenics-Anlage und einen Koordinationsparcours erweitert. 2018 spendete der Förderverein s. u. ein Holzpferd. Weiterhin gibt es auf dem Spielplatz einen von der Stadt Krefeld gestellten und von den Spielplatzpaten ehrenamtlich betreut Container mit Spielzeug. Bemalt wurde der Container vom Uerdinger Künstler Jerzy Chartowski.

## Förderverein
Der im November 2016 neu gegründete Förderverein „Freunde und Förderer des Uerdinger Stadtparks“ möchte an die Erfolge des bis 1991 bestehenden Fördervereins „Freunde und Förderer der Krefeld-Uerdinger-Stadtparkerweiterung“ anschließen.
Im Juni 2017 spendete der Förderverein zwei vom Künstler Jerzy Chartowski gestaltete Fahnen, die die Eingänge in die Parkanlage markieren und Ortsunkundige für den Park interessieren sollen. Ebenso installierte der Verein im selben Jahr eine Beleuchtungseinheit für die Fontäne am Weiher, die das Wasser in den Abendstunden farbig anstrahlt. 2018 spendete der Verein u. a. ein Spielgerät und drei Waldsofas. Am 27. März 2019 (1. Bauabschnitt) und am 5. Oktober 2021 (2. Bauabschnitt) übergab der Förderverein das von ihm entwickelte Arboretum feierlich an die Öffentlichkeit und die Stadtverwaltung, das zukünftig zur Umweltbildung beitragen soll.